# Graciela Boente
Graciela Lina Boente Boente é uma matemática argentina, professora da Universidade de Buenos Aires (UBA). É conhecida por suas pesquisas em estatística robusta, e particularmente para métodos robustos para análise de componentes principais e regressão.

## Formação
Boente obteve um Ph.D. em 1983 na Universidade de Buenos Aires, com a tese Robust Principal Components, orientada por Víctor Jaime Yohai.

## Prêmios e honrarias
Boente foi bolsista Guggenheim em 2001. Em 2008 recebeu da Academia Nacional de Ciencias Exactas, Físicas y Naturales (ANCEFN) da Argentina o Premio Consagración. Foi eleita fellow do Institute of Mathematical Statistics em 2013, "for her research in robust statistics and estimation, and for outstanding service to the statistical community".